# Peter Kiefer (Komponist)

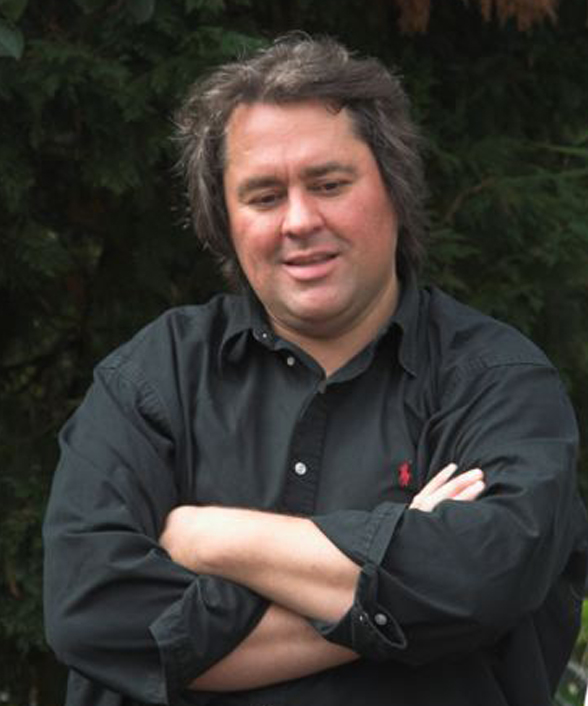
Peter Kiefer (2006)

Peter Kiefer (* 1961 in Aachen) ist ein deutscher Komponist und Klangkünstler.
Kiefer studierte Komposition bei Herbert Nobis und klassisches Schlagwerk bei Josef Offelder an der Hochschule für Musik und Tanz Köln sowie Musik-, Theaterwissenschaft und Philosophie an der Universität Köln. Seit 2001 lehrt er als Professor mit dem Lehrgebiet Neue Musik/Neue Medien an dem damaligen interdisziplinären Fachbereich „Akademie für Bildende Künste“ und Hochschule für Musik Mainz der Johannes-Gutenberg-Universität in Mainz.
An der Hochschule für Musik Mainz ist er seit 2009 Studiengangsleiter des neuen Master-Studiengang Klangkunst-Komposition. Kiefer unterrichtete 2001–2004 als Professor und Leiter des „MusicDept.“ auch an der Kunsthochschule für Medien Köln.
Bei seinen Kompositionen für Instrumente und Elektronik liegt der Schwerpunkt immer auf dem Raum.
Zu seinen Projekten gehören Ex Maccina (mit Fabbrizio Plessi) bei der Biennale von Venedig und die Filmmusik La Passion de Jeanne d'Arc in der Kathedrale Notre Dame in Luxemburg. In seinem Orchesterwerk von 2016 gemeinsam... / - nicht mit mir! nutzte er eine 5-kanalige Raumwiedergabe mit Klängen aus 76 Jahren der deutschen Geschichte, die speziell auf den für Raummusiken konstruierten Innenraum des Kammermusiksaals der Berliner Philharmonie abgestimmt war.
Ausstellungen seiner Arbeiten als Klangkünstler wurden von der Akademie der Künste in Berlin, von Brückenmusik X in Köln, Soundart in Hannover und von der Bauhütte Klangzeit in Wuppertal präsentiert.
Er ist Kurator und Berater von Museen in Deutschland, Frankreich, Belgien, Finnland, Luxemburg und der Schweiz und war künstlerischer Leiter des Festivals „Klangraum-Raumklang 2004“ in Köln.
Das von ihm herausgegebene Buch Klangräume der Kunst über die Aspekte des Raumes in der Klangkunst erschien im Mai 2010 im Kehrer-Verlag und ist derzeit vergriffen.
Seit 2018 leitet Peter Kiefer das vom Gutenberg-Forschungskolleg der Johannes Gutenberg-Universität geförderte Projekt ARS Art – Research – Sound mit den Projektbestandteilen CUPRAS Cultural Practice of Sound in the context of Sound Art and Sound Research. In diesem Kontext war er auch künstlerischer Leiter des Festivals GUSAC Gutenberg Sound Art Academy in Mainz im Jahr 2019.
2019 wurde Kiefer in die Akademie der Wissenschaften und der Literatur Mainz gewählt.

## Werke (Auswahl)
- >liquid borders<, 4 Stahlobjekte, Lautsprecher, Klangkomposition. Für den Akademietag 2019 „Der Klang Europas“  in der Akademie der Wissenschaften und der Literatur Mainz, 17. July  - 6. August 2019. Weitere Ausstellungen: Gutenberg Sound Art Academy, Johannes-Gutenberg-Universität, Mainz August 2019. Seit September 2019 befindet sich die Installation permanent im Garten der Akademie der Wissenschaften und der Literatur Mainz.
- >resonating identities< , für selbstspielendes Klavier, Trompete, Percussion, Klavier, Computer, 6-kanalige Klangprojektion, Kompositionsauftrag für den Festakt des Akademietages, UA  Mainz 17. Juli 2019.
- Looking at gravel, Klangskulptur aus Klangkomposition, Holzpodest, Kies, Lautsprecher, Kopfhörer im Kunstmuseum Bonn für die Konferenz Aestetic Thinking, Dezember 2017. Weitere Ausstellungen: Hochschule Darmstadt Global Composition Mediencampus Dieburg, Oktober 2018. EHESS École des hautes études en sciences sociales Paris Le son et la musique au prisme des sound studies, Januar 2019. Gutenberg Sound Art Academy, Johannes-Gutenberg-Universität, Mainz, August 2019.
- gemeinsam... / - nicht mit mir! , für Orchester, Solisten, 5-kanaliger Klangkomposition und optionalem Kinderorchester, UA zum 25. Jahrestag der Deutschen Einheit am 3. Oktober 2015 in der Berliner Philharmonie.
- »Die Vermessung des Himmels – 50°21'36.4"N 7°35'55.3"E«, Licht-Klangraum im öffentlichen Raum für die Museumsnacht Koblenz, 5. September 2015.
- »Die Vermessung des Himmels – 50°08'25.6"N/8°23'34.6"E«, Kunst- und Klanginstallationen auf der Burg Eppstein im Rahmen der internationalen Skulpturbiennale Blickachsen 10, 31. Mai – 4. Oktober 2015
- 7 Arten einen 100-EURO Schein zu zerstören, Transmedia-Installation mit Geldscheinen, diverse Materialien, Klang, Video. Musée Histoire de la Ville du Luxembourg, 8. Juni 2012 bis 31. März 2013.
- resonate, Interaktive Licht-Klanginstallation.  Klangkomposition Peter Kiefer/Kaspar König. Luminale 2012 vom 15.–20. April 2012 und der Nacht der Museen am 21. April 2012 auf einem Containerboot am Holbeinsteg, Frankfurt. Adaption für das ZKM | Zentrum für Kunst und Medientechnologie Karlsruhe im Rahmen der Ausstellung: Sound Art – Klang als Medium der Kunst, 7. Sept. 2012 bis 10. März 2013. Kooperation mit der FH Mainz.
- Thou shalt not kill – Du Sollst nicht töten – Tu ne tueras point, Klanginstallation im Bernischen Historischen Museum, Bern (6. Oktober 2011 bis 1. Juli 2012)  und vom 15. März – 15. September 2013 im Kreuzgang des Musée de la Vie Wallonne, Lüttich.
- Klanginstallation im Rhododendronhain Klangpark am kurfürstlichen Schloss Koblenz auf der BUGA2011, 15. April bis 16. Oktober 2011.
- selbstLAUT: Peter Kiefer, Klangpendler, Radiosendung Hessischer Rundfunk im Rahmen hr2 Cluster, Erstsendung 4. Mai 2010.
- rush-hour, 2009–10, 24-kanaliger Klangraum in der Ausstellung Nonstop, von März 2009 – verlängert bis 27. Juni 2010, Stapferhaus Lenzburg, CH.
- GRASLAND-SCHNEELAND, 2008, interaktive mobile Klanginstallation, Temporäre Gärten 2008 „Aix-Arcadia“, 14. bis 29. Juni 2008, Aachen.
- voices of spirituality, 2007, Akustische Kunst, Kompositionsauftrag des Studio akustische Kunst, Kulturradio WDR3, Erstsendung 13. Januar 2007, ca. 48 min.
- Traverse Frequenz, 2004, Brückenmusik, Klanginstallation in den drei Hohlräumen der Deutzer Brücke, Köln – mit Peter Simon.
- La Passion de Jeanne d'Arc für Ensemble, Mehrkanalband und Knabenchor. 2000, Filmmusik zu dem gleichnamigen Film von C. Th. Dreyer aus dem Jahr 1928, UA 2000, Cathedrale Notre Dame, Luxembourg, ca. 120 min.

## Publikationen
- Exhibiting Sound Art. Hrsg. Peter Kiefer und Michael Zwenzner, 248 Seiten, ca. 150 Farbabbildungen, Hofheim/Taunus: Wolke Verlag 2022, ISBN 978-3-95593-098-1
- Peter Kiefer (Hrsg.): Klangräume der Kunst. Mit Beiträgen von Barbara Barthelmes, Paul de Marinis, Golo Föllmer, Wulf Herzogenrath, Peter Frank, Peter Kiefer, Helga de la Motte-Haber, Volker Straebel u. a. Kehrer, Heidelberg 2010, ISBN 978-3-936636-80-2 (DVD-Video als Beilage).
- Peter Kiefer (Hrsg.): Klangraum – Raumklang. Aspekte internationaler Klangkunst in Köln. Pfau, Saarbrücken 2004, ISBN 3-89727-264-4.
- Peter Kiefer (Hrsg.): "/~ICON Ludwig van" performance_sound_video_installation, Katalog der Medienkunstausstellung im Kammermusiksaal des Beethoven-Hauses, Bonn (Hg. mit Ursula Timmer). Köln, Bonn: Kunsthochschule für Medien Köln und Beethovenhaus Bonn 1999